# Szaitama Stadion 2002
A Szaitama Stadion 2002 (japánul: (埼玉スタジアム2002) egy labdarúgó-stadion Szaitamában, Japánban. 2001 októberében nyitották meg és a japán első osztályban szereplő Urava Red Diamonds otthona.
A legnagyobb labdarúgó-stadionnak számító létesítmény Japánban, befogadóképessége: 63700 fő. A 2002-es labdarúgó-világbajnokságon három csoportmérkőzést és az egyik elődöntőt rendeztek itt. A stadion egyike volt a 2020. évi nyári olimpiai játékok labdarúgó helyszíneinek. A japán labdarúgó-válogatott gyakran itt játssza a világbajnoki-selejtezőket.

## Események

### 2002-es labdarúgó-világbajnokság
| Dátum            | Pályaválasztó | Eredmény | Vendég       | Forduló   |
| ---------------- | ------------- | -------- | ------------ | --------- |
| 2002. június 2.  | Anglia        | 1 – 1    | Svédország   | F csoport |
| 2002. június 4.  | Japán         | 2 – 2    | Belgium      | H csoport |
| 2002. június 6.  | Kamerun       | 1 – 0    | Szaúd-Arábia | E csoport |
| 2002. június 26. | Brazília      | 1 – 0    | Törökország  | Elődöntő  |